# 希潘島

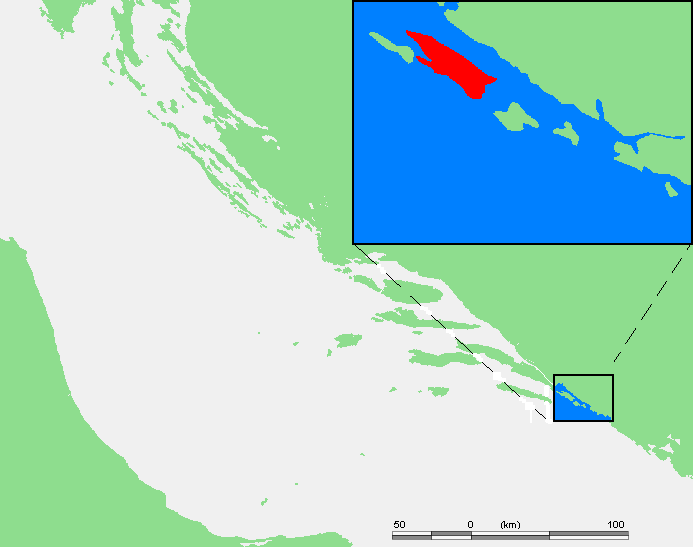

希潘島是克羅地亞的島嶼，位於亞得里亞海，由杜布羅夫斯克-內雷特瓦縣負責管轄，長9.1公里，面積16.22平方公里，海岸線長度29.416公里，最高點海拔高度243米，2001年人口436。